# Монтегросо Пјан Лате
Монтегросо Пјан Лате (итал. Montegrosso Pian Latte) је насеље у Италији у округу Империја, региону Лигурија.
Према процени из 2011. у насељу је живело 140 становника. Насеље се налази на надморској висини од 747 м.

## Становништво
Према резултатима пописа становништва 2011. у општини је живело 121 становника.
| 1931. | 1936. | 1951. | 1961. | 1971. | 1981. | 1991. | 2001. | 2011. |
| ----- | ----- | ----- | ----- | ----- | ----- | ----- | ----- | ----- |
| 372   | 344   | 280   | 248   | 222   | 189   | 148   | 140   | 121   |